# Viktor Kulikov

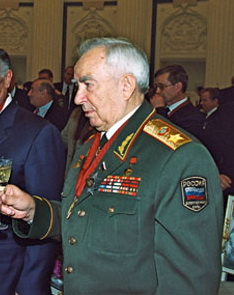
Viktor Kulikov

Viktor Georgijevitj Kulikov (ryska: Ви́ктор Гео́ргиевич Куликов) född 5 juli 1921 i Orjol oblast, död 28 maj 2013 i Moskva, var en sovjetisk militär och Marskalk av Sovjetunionen. Från 1977 till 1989 var han befälhavare för Warszawapaktens trupper.
Kulikov inledde sin militära karriär i Stora fosterländska kriget. Han kvarstod i tjänst efter krigsslutet och utsågs till befälhavare över Kievs militärområde mellan 1967 och 1969. Kulikov utsågs till chef över de sovjetiska trupperna i DDR mellan 1969 och 1971. Därefter tjänstgjorde han som stabschef för den sovjetiska krigsmakten tills han tillträdde som överbefälhavare över Warszawapakten 1977. Han avgick med pension 1989. 

## Politisk karriär
Kulikov var ledamot i Sovjetunionens högsta sovjet mellan 1989 och 1991 och ledamot i Ryska federationens federala församling i Ryssland mellan 1991 och 2003.

## Utmärkelser och hedersbetygelser
Kulikov mottog ett stort antal sovjetiska och utländska utmärkelser. Bland annat utsågs han 1981 till Sovjetunionens hjälte. 1983 tilldelades han Leninpriset. 

## Död
Kulikov avled den 28 maj 2013, 91 år gammal efter en längre tid av vikande hälsa. .